# René Eisner

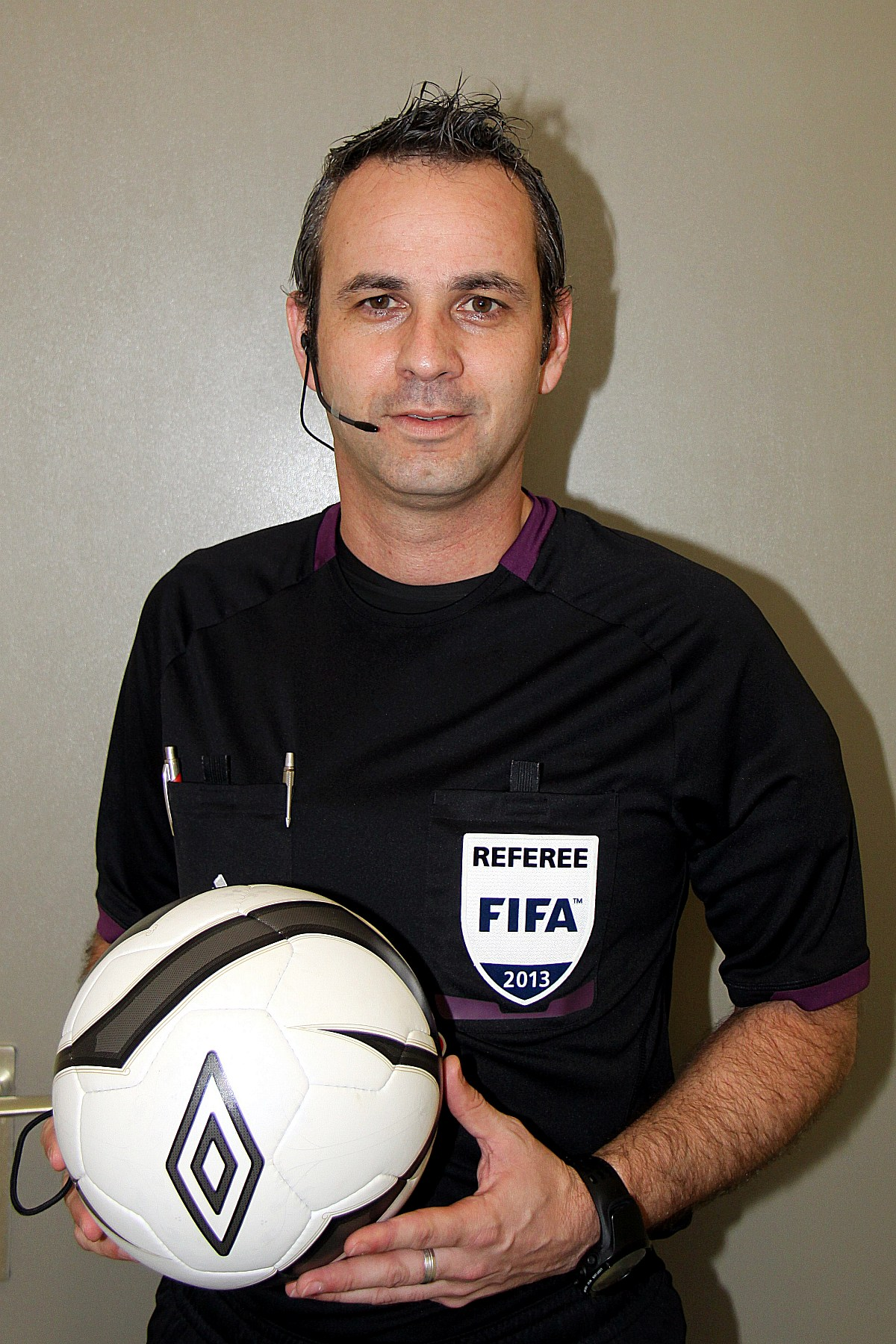
René Eisner

René Eisner (Voitsberg, 2 september 1975) is een voetbalscheidsrechter uit Oostenrijk, die zelf voetbalde voor FC Ligist. Een blessure dwong hem in 2001 te stoppen met voetbal, waarna hij actief werd als scheidsrechter en in 2006 zijn opwachting maakte in de Oostenrijkse Bundesliga. Hij kreeg zijn FIFA-badge in 2010. Naast het arbitreren werkt hij als opticien.

## Interlands
| Datum            | Wedstrijd                   | Uitslag | Competitie        | Kreeg geel | Kreeg voor de tweede keer geel en dus rood | Weggestuurd |
| ---------------- | --------------------------- | ------- | ----------------- | ---------- | ------------------------------------------ | ----------- |
| 27 mei 2010      | Wit-Rusland – Honduras      | 2 – 2   | Vriendschappelijk | 1          | 0                                          | 0           |
| 30 mei 2010      | Engeland – Japan            | 2 – 1   | Vriendschappelijk | 0          | 0                                          | 0           |
| 10 augustus 2011 | Liechtenstein – Zwitserland | 1 – 2   | Vriendschappelijk | 2          | 0                                          | 0           |
| 25 mei 2012      | Polen – Slowakije           | 1 – 0   | Vriendschappelijk | 1          | 0                                          | 0           |
| 7 september 2012 | Malta – Armenië             | 0 – 1   | WK-kwalificatie   | 4          | 0                                          | 0           |
| 26 mei 2014      | Iran – Montenegro           | 0 – 0   | Vriendschappelijk | 3          | 0                                          | 0           |